# Radčenko (Oblast' di Tver')
Radčenko (in russo Радченко?) è un insediamento di tipo urbano della Russia europea, situato nell'oblast' di Tver', nel Konakovskij rajon.
Si trova sulla riva del bacino idrico di Ivan'kovo, 32 km a sud-est di Tver' e a 7 km dalla stazione ferroviaria di Redkino, sulla linea Mosca - San Pietroburgo.